# Nguyễn Du, Hưng Yên
Nguyễn Du là một xã thuộc tỉnh Hưng Yên, Việt Nam. Tên xã được đặt theo tên Nguyễn Du, một đại thi hào của Việt Nam.

## Địa lý
Xã Nguyễn Du nằm ở trung tâm của tỉnh Hưng Yên, có vị trí địa lý:
- Phía đông giáp xã Quỳnh Phụ và xã Quỳnh An.
- Phía nam giáp xã Bắc Tiên Hưng và xã Thần Khê.
- Phía tây giáp xã Diên Hà.
- Phía bắc giáp xã Ngọc Lâm và xã Minh Thọ.

## Lịch sử
Ngày 16 tháng 6 năm 2025, Ủy ban Thường vụ Quốc hội ban hành Nghị quyết số 1666/NQ-UBTVQH15 về việc sắp xếp các đơn vị hành chính cấp xã của tỉnh Hưng Yên năm 2025. Theo đó, sắp xếp toàn bộ diện tích tự nhiên, quy mô dân số của các xã Châu Sơn, Quỳnh Khê và Quỳnh Nguyên thành xã mới có tên gọi là xã Nguyễn Du.